# Кенні Тете
Кенні Тете (нід. Kenny Tete; нар 9 жовтня 1995, Амстердам, Нідерланди) — нідерландський футболіст, правий захисник клубу «Фулгем» і збірної Нідерландів.

## Клубна кар'єра
Тете — вихованець футбольної академії амстердамського «Аякса». У 2013 році він був включений в заявку дубля на участь у чемпіонаті. 5 серпня в матчі проти «Телстар» він дебютував у Ерстедивізі. 26 вересня 2014 року в поєдинку проти «Еммена» Кенні забив свій перший гол за дублерів «Аякса».
На початку 2015 року він був включений до заявки основної команди. 5 лютого в матчі проти АЗ Тете дебютував в Ередивізі, замінивши у другому таймі Джайро Рідевалда.
10 липня 2017 перейшов до французького «Ліона». Вартість трансфера склала 4 мільйони євро.

## Міжнародна кар'єра
У 2013 році Кенні в складі юнацької збірної Нідерландів виграв юнацький чемпіонат Європи в Литві. На турнірі він зіграв у матчах проти команд Литви, Португалії та Іспанії.
10 жовтня 2015 року у відбірковому матчі чемпіонату Європи 2016 року проти збірної Казахстану Тете дебютував за збірну Нідерландів.

## Особисте життя
Кенні народився в родині вихідця з Мозамбіку і індійки. Його батьки переїхали в Амстердам, рятуючись від війни, яка йшла на батьківщині його батька. Дядько Кенні — Андре, є бійцем MMA.

## Статистика виступів

### Статистика клубних виступів
| Клуб              | Сезон             | Чемпіонат | Чемпіонат | Кубок | Кубок | Єврокубки | Єврокубки | Всього | Всього |
| Клуб              | Сезон             | Ігри      | Голи      | Ігри  | Голи  | Ігри      | Голи      | Ігри   | Голи   |
| ----------------- | ----------------- | --------- | --------- | ----- | ----- | --------- | --------- | ------ | ------ |
| Аякс              | 2013/14           | 0         | 0         | —     | —     | —         | —         | 0      | 0      |
| Аякс              | 2014/15           | 5         | 0         | —     | —     | 0         | 0         | 5      | 0      |
| Аякс              | 2015/16           | 21        | 0         | 1     | 0     | 9         | 0         | 31     | 0      |
| Аякс              | 2016/17           | 5         | 0         | 3     | 0     | 11        | 1         | 19     | 1      |
| Аякс              | Всього            | 31        | 0         | 4     | 0     | 20        | 1         | 55     | 1      |
| → Йонг Аякс       | 2013/14           | 26        | 0         |       |       |           |           | 26     | 0      |
| → Йонг Аякс       | 2014/15           | 24        | 2         |       |       |           |           | 24     | 2      |
| → Йонг Аякс       | 2015/16           | 1         | 0         |       |       |           |           | 1      | 0      |
| → Йонг Аякс       | 2016/17           | 4         | 2         |       |       |           |           | 4      | 2      |
| → Йонг Аякс       | Всього            | 55        | 4         |       |       |           |           | 55     | 4      |
| Ліон              | 2017/18           | 22        | 1         | 5     | 0     | 4         | 0         | 31     | 1      |
| Ліон              | 2018/19           | 13        | 0         | 4     | 0     | 3         | 0         | 20     | 0      |
| Ліон              | Всього            | 35        | 1         | 9     | 0     | 7         | 0         | 51     | 1      |
| Всього за кар'єру | Всього за кар'єру | 121       | 5         | 13    | 0     | 27        | 1         | 161    | 6      |

### Статистика виступів за збірну
| Дата       | Місто         | Господарі  | Результат | Гості       | Турнір                               | Голи | Примітки  |
| ---------- | ------------- | ---------- | --------- | ----------- | ------------------------------------ | ---- | --------- |
| 10-10-2015 | Астана        | Казахстан  | 1 – 2     | Нідерланди  | Відбір до ЧЄ 2016                    | -    |           |
| 13-10-2015 | Амстердам     | Нідерланди | 2 – 3     | Чехія       | Відбір до ЧЄ 2016                    | -    |           |
| 1-6-2016   | Гданськ       | Польща     | 1 – 2     | Нідерланди  | товариський матч                     | -    |           |
| 4-6-2016   | Відень        | Австрія    | 0 – 2     | Нідерланди  | товариський матч                     | -    | 86'       |
| 28-3-2017  | Амстердам     | Нідерланди | 1 – 2     | Італія      | товариський матч                     | -    |           |
| 4-6-2017   | Роттердам     | Нідерланди | 5 – 0     | Кот-д'Івуар | товариський матч                     | -    |           |
| 3-9-2017   | Амстердам     | Нідерланди | 3 – 1     | Болгарія    | Відбір до ЧС 2018                    | -    |           |
| 10-10-2017 | Амстердам     | Нідерланди | 2 – 0     | Швеція      | Відбір до ЧС 2018                    | -    | 71'       |
| 26-3-2018  | Женева        | Португалія | 0 – 3     | Нідерланди  | товариський матч                     | -    | 56' - 78' |
| 6-9-2018   | Амстердам     | Нідерланди | 2 – 1     | Перу        | товариський матч                     | -    | 72'       |
| 9-9-2018   | Сен-Дені      | Франція    | 2 – 1     | Нідерланди  | Ліга націй УЄФА 2018-2019 - 1-й етап | -    | 82'       |
| 19-11-2018 | Гельзенкірхен | Німеччина  | 2 – 2     | Нідерланди  | Ліга націй УЄФА 2018-2019 - 1-й етап | -    |           |
| 21-3-2019  | Роттердам     | Нідерланди | 4 – 0     | Білорусь    | Відбір до ЧЄ 2020                    | -    | 68'       |
| Усього     |               | Матчів     | 13        |             | Голів                                | 0    |           |